# Uroptychus spinosus
Uroptychus spinosus is een tienpotigensoort uit de familie van de Chirostylidae. De wetenschappelijke naam van de soort is voor het eerst geldig gepubliceerd in 1894 door A. Milne Edwards & Bouvier.